# Abondance (queso)
El Abondance o tomme d'Abondance es un queso francés con denominación de origen, elaborado en el departamento de Alta Saboya, cerca de la frontera con Suiza. Se trata de una región montañosa, entre el lago Lemán y el país del Mont Blanc. El nombre del queso viene de la localidad de Abondance, que da nombre al queso y a la raza bovina de la que viene la leche con que se realiza.

## Historia
La raza bovina abondance fue desarrollada antes del año 1000 por los monjes del monasterio de Sainte Marie d'Abondance, ubicado cerca de la frontera con Suiza. Desde el siglo XIV], esta región ha sido bien conocida por el queso que producían los monjes de esta abadía, así como los de Saint-Maurice d'Agaune, en el Valais que servían al papado de Aviñón. Cuando en el año 1381 se reunió el cónclave en Aviñón para elegir un nuevo papa, se enviaron quince quintales (1500 kilos) de este queso. La reputación se mantuvo a lo largo de los siglos, considerándose uno de los favoritos del rey francés Luis XIV. La AOC fue otorgada en 1990.

## Elaboración
El queso abondance puede ser artesanal o hecho en granja; actualmente se hace sólo en la región de Abondance en Chablais, Alta Saboya. Se elabora con leche de vaca de las razas tarine, abondance y montbéliarde. El Decreto n.º 2007-949 de 15 de mayo de 2007 se refiere a la appellation d'origine contrôlée «Abondance» y lo define como un queso de pasta prensado semicocida, fabricada exclusivamente con leche de vaca, cruda y entera. El periodo de añejamiento para el abondance es de sólo 90 días; su mejor momento es desde julio hasta noviembre, con un afinado óptimo de 4 a 6 meses. A lo largo del añejamiento se hacen un máximo de tres catas del corazón del queso con un hierro especial. En 1998, se produjeron 873 toneladas, 16,4 % más que en 1996), un 34 % de granjas locales. 

## Características
Se trata de un queso con un 48 % de m.g. Se presenta en forma de un cilindro plano de una altura de 7-8 centímetros con talón cóncavo y peso de 6 a 12 kilos. La corteza es natural, con una capa gris inferior. Esta corteza debe retirarse para comer. Es suave y de color ámbar con marcas de lienzo. La pasta es prensada y cocida. Los quesos Abondance de granja se distinguen por una etiqueta ovalada azul, mientras que el resto la tienen cuadrada. 
El queso es similar al gruyer de Comte, pero es más complejo y mantecoso. Textura semidura, firme, pero flexible hasta fundir y ligeramente granuloso, aterciopelada. Cuajada color amarillo pálido. Los quesos maduros suelen tener un olor fuerte, similar al del también francés Beaufort, aunque un poco menos fuerte. Sabor complejo y distintivo, manteniendo el equilibrio entre la acidez de levadura y la dulzura, frutal, de nuez, con un regusto prolongado. Puede degustarse como queso de mesa y también funde fácilmente, por lo que puede ser sustitutivo del raclette. Puede acompañarse con fruta (pera o nuez). Es ingrediente del berthoud, especialidad gastronómica de Saboya. Marida con vinos tintos ligeros y frutales como el Beaujolais; u otros tintos de Borgoña como Côtes de Nuits, Côte de Nuits-Villages, Fixin o Morey-Saint-Denis; y los blancos marcados; se recomiendan también los vinos de Saboya como Ripaille, Crépy, Roussette, Apremont o Seyssel (blancos).

## Denominación de origen
A nivel nacional, en Francia, el Camembert de Normandía es reconocido como appellation d'origine contrôlée (AOC) desde 1990. A partir de 1996, es una denominación de origen protegida (PDO) ante la Unión Europea. A nivel internacional, cuenta con registro como denominación de origen, conforme al Sistema de Lisboa, ante la Organización Mundial de la Propiedad Intelectual, desde el 29 de junio de 1998.